# Poschiavo
Poschiavo (německy Puschlav, lombardsky Pus’ciav) je obec ve švýcarském kantonu Graubünden, okresu Bernina. Leží ve stejnojmenném údolí u jezera Lago di Poschiavo na řece Poschiavino v nadmořské výšce 1014 metrů nad mořem. Žije zde přibližně 3 500 obyvatel.

## Geografie

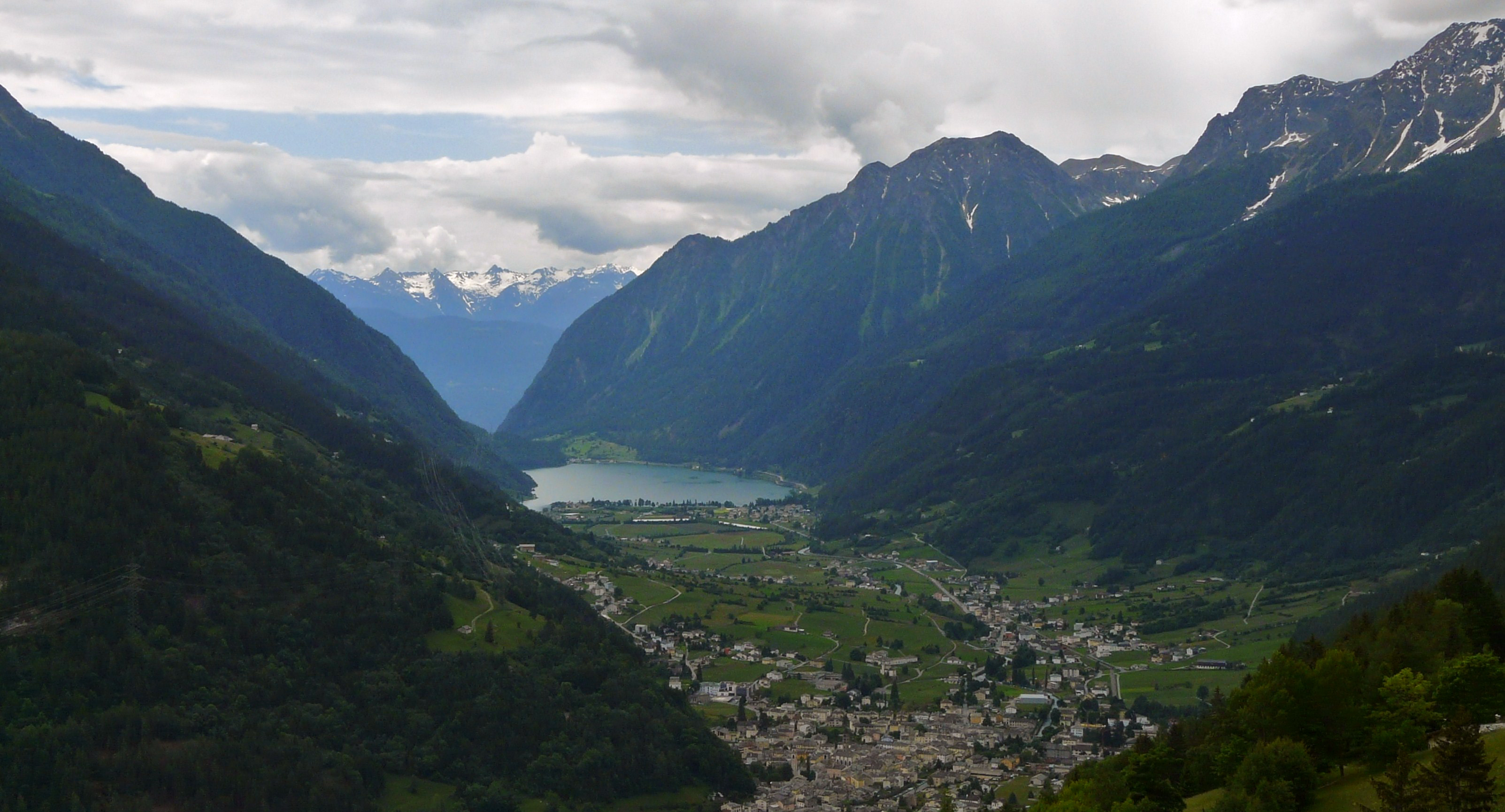
Pohled na Poschiavo ve stejnojmenném údolí

Poschiavo se nachází asi 15 kilometrů jižně od průsmyku Bernina, který spojuje údolí Engadin s Valtellinou. Obec zahrnuje horní část údolí Val Poschiavo včetně bočních údolí a rozkládá se od rozvodí na severu údolí, které je tvořeno mimo jiné skupinou Bernina a pohořím Forcola di Livigno, až po jižní konec jezera Lago di Poschiavo (německy Puschlaversee) v nadmořské výšce 962 metrů. Nejvyšším bodem území, které je na západě a východě ohraničeno horskými hřebeny, je centrální vrchol Piz Palü (3901 m n. m.).
Stálá sídla se většinou nacházejí podél údolní cesty nebo v její blízkosti a jsou rozdělena do tří skupin (squadri):
- Squadra del Borgo, která se skládá z hlavní vesnice (borgo, Poschiavo v užším slova smyslu) a vesnice Cologna;
- Squadra di Aino na severu, která se skládá z vesnice San Carlo a vesnic Somaino, Angeli Custodi, Percosta a Permunt;
- Squadra di Basso na jihu, kterou tvoří Sant'Antonio s Campiglione, Li Curt a La Rasiga, Prada s Annunziatou a Le Prese s Cantone, Pagnoncini a částí Miralago.

Na území obce se nachází také velké množství vysokohorských pastvin a osad.
Rozlohou jde čtvrtou největší obec kantonu, a jednu z nejhustěji zalesněných ve Švýcarsku. V roce 1997 bylo 19,8 % území obce využíváno pro zemědělství, 32,1 % pro lesy a 1,8 % bylo zastavěno. Neproduktivní půda tvořila 46,2 %.

## Historie

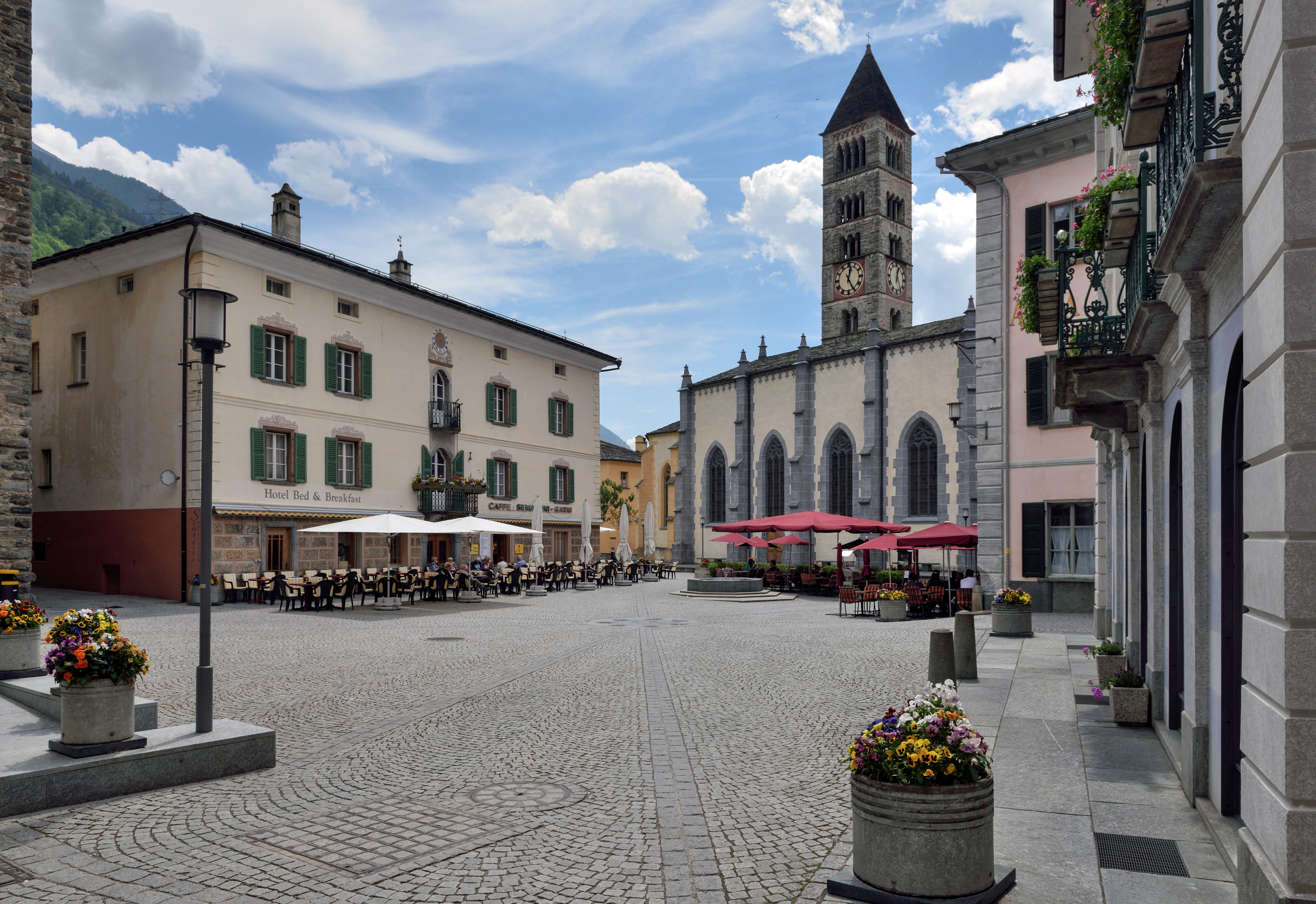
Náměstí v Poschiavu

Význam nálezů z údolí z doby římské nebyl dosud jednoznačně objasněn. Jisté je, že půda tohoto údolí byla Valtellině odebrána v raném středověku. Vesnice Postclave a její křtitelnice, pravděpodobně pozdější kolegiátní kostel San Vittore, jsou v listinách zmiňovány v roce 824. Osídlení Poschiava se zintenzivnilo v 11. století. Z té doby pocházejí kostely San Pietro u Poschiava a San Romerio nad jezerem Poschiavo.
Ve 13. století se Poschiavo objevilo jako feudální panství biskupa z Churu. Po střídání úřadů se údolí dostalo v roce 1350 pod milánskou nadvládu, z níž bylo násilně vymaněno v roce 1406. Cumün (údolní obec včetně Brusia), která nyní vždy vystupovala jako jeden celek, požádala biskupa o ochranu a 29. září 1408 se připojila ke Gotteshausbundu. Odkoupením biskupských práv bylo v roce 1494 dosaženo plné nezávislosti jako vrchnostenského soudu v rámci Gotteshausbundu.

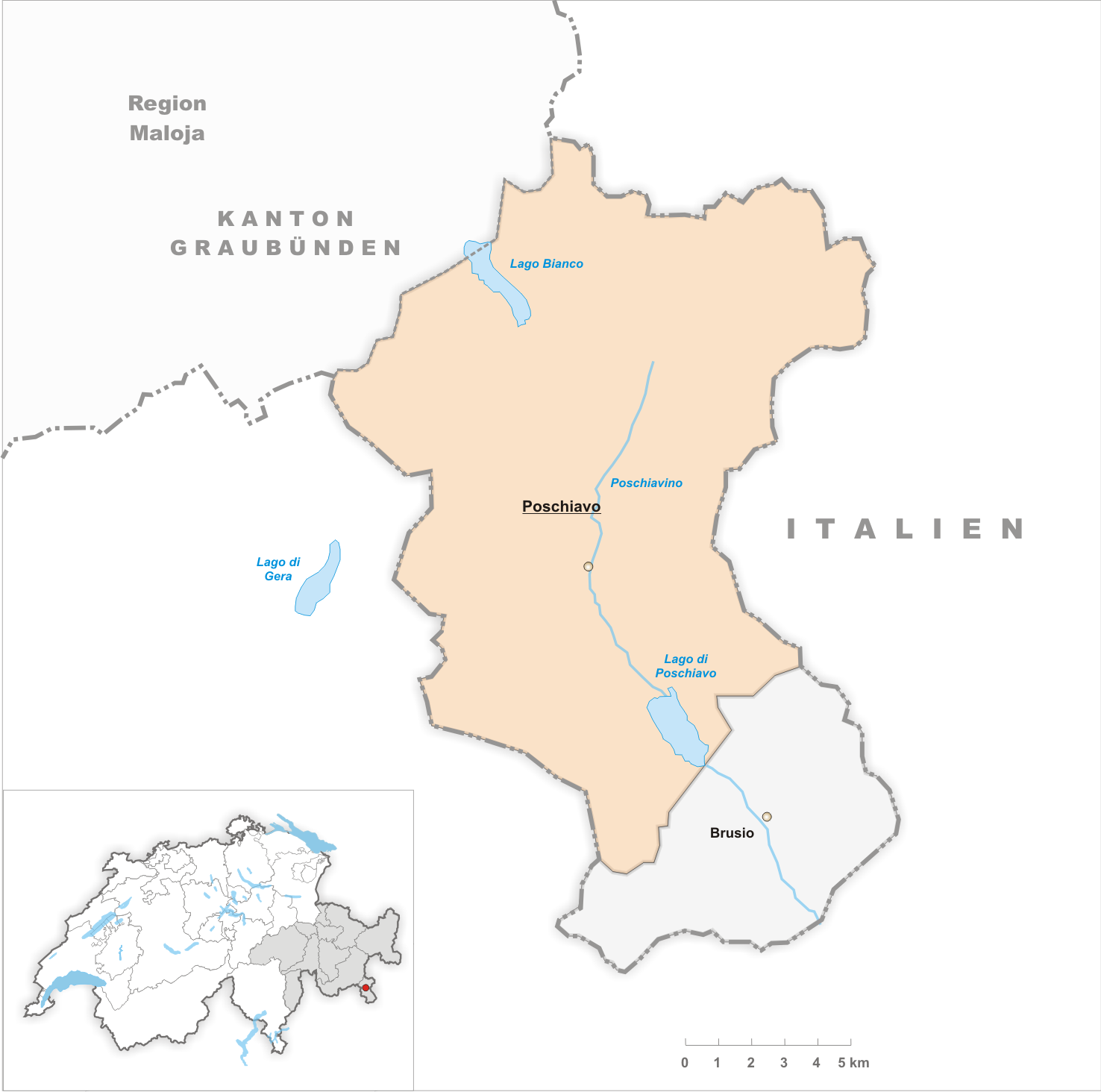
Poloha Poschiava v okrese Bernina

Protestantský sbor byl založen v roce 1547 uprchlíky z Itálie. V následujících desetiletích využívaly kolegiátní kostel obě vyznání, dokud se protestantům nepodařilo postavit vlastní kostel v důsledku nepokojů v kantonu, vraždy ve Valtellině v roce 1620, útěku v roce 1623 a arbitrážního rozhodnutí Drei Bünden v roce 1642. Katolíci z Poschiava podléhali až do roku 1870 diecézi Como, ačkoli politicky patřilo údolí ke Gotteshausbundu a později ke Graubündenu.
V roce 1547 založil Dolfino Landolfi v Poschiavu první tiskárnu v Graubündenu. V roce 1549 vydal první významná tištěná díla, včetně stanov Valtelliny, prvního protestantského katechismu v italštině od Pietra Paola Vergeria a papežského seznamu zakázaných knih. V roce 1620 bylo mnoho Landolfiho tisků zničeno, ale Landolfiho tiskárna existovala s přestávkami až do roku 1720.
Po bouřlivé fázi vřavy v Graubündenu během třicetileté války se Poschiavo rozvíjelo spíše klidně, především díky dopravě přes průsmyk Bernina a zemědělství. Od 17. do 19. století mnoho obyvatel Poschiava emigrovalo, nejčastěji do Španělska, Portugalska a Francie, někteří také do Ameriky nebo Austrálie, kde provozovali kavárny a cukrárny.
Současné rozdělení se samostatnými obcemi Poschiavo a Brusio existuje od roku 1851. S výstavbou Berninské dráhy a vodních elektráren Bernina (dnes součást nadnárodního koncernu Repower, jenž má v Poschiavu své sídlo) v letech 1904–1912 se údolí vymanilo z izolace. Počet obyvatel se stabilizoval a cestovní ruch se postupně rozvíjel jako důležité hospodářské odvětví.
V létě roku 1987 byla velká část obce poničena silnou bouří. Rozsáhlé škody byly postupně opraveny.

## Obyvatelstvo
| Rok            | 1850 | 1860 | 1870 | 1900 | 1910 | 1950 | 1980 | 1990 | 2000 | 2010 | 2017 |
| Počet obyvatel | 2888 | 2741 | 2890 | 3102 | 3676 | 4034 | 3294 | 3178 | 3225 | 3506 | 3516 |

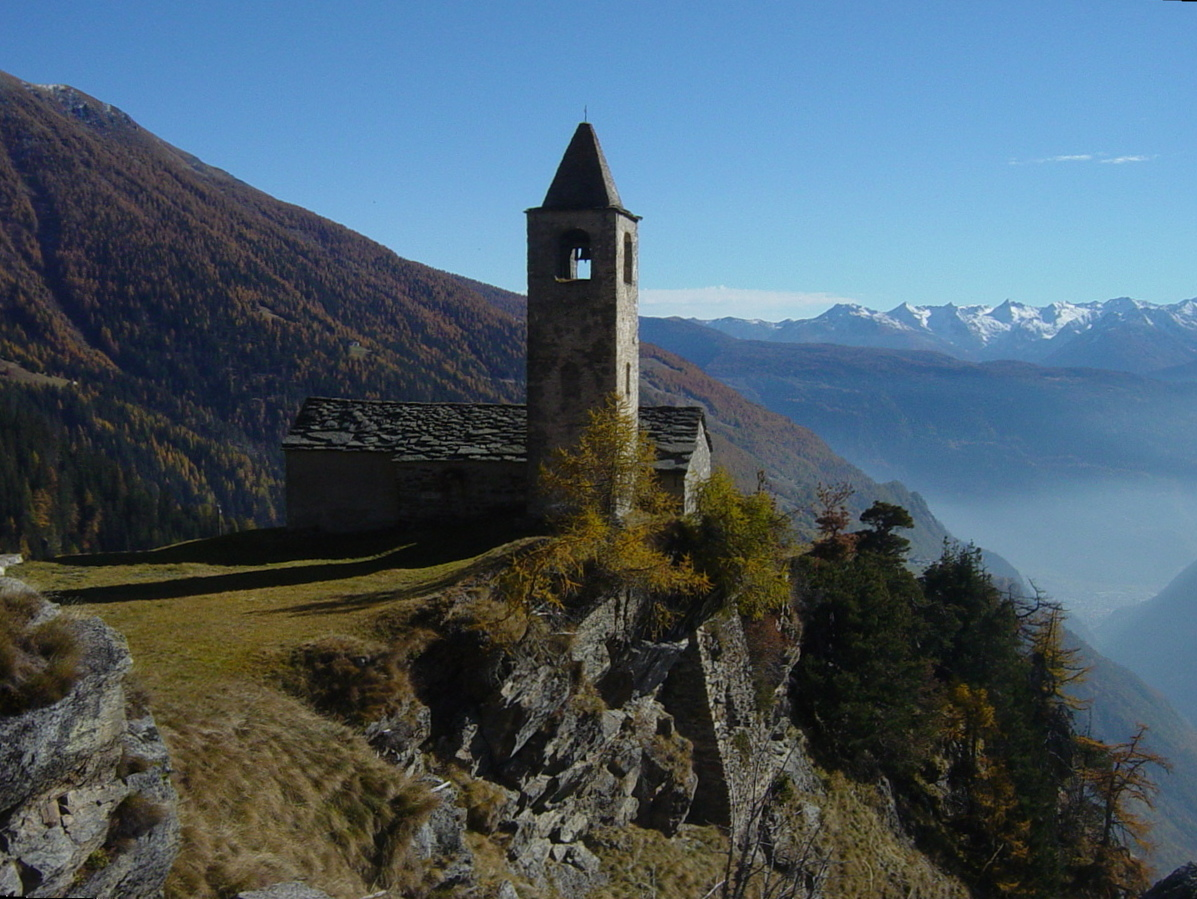
Kostel San Romerio

V roce 2022 v Poschiavu žilo 3460 obyvatel. Po první velké vlně vystěhovalectví v letech 1850–1860 počet obyvatel nepřetržitě rostl až do roku 1950 (mezi lety 1850–1950 nárůst o 39,68 %). K výraznému nárůstu došlo zejména v letech 1900 až 1910, kdy byla dokončena Berninská dráha. Druhá vlna emigrace v letech 1950–1990 vedla do průmyslových center a turistických letovisek (úbytek o 21,22 %). Od té doby počet obyvatel opět mírně roste (1990–2005: +9,72 %).

### Jazyky
Poschiavo je jednou z převážně italsky mluvících obcí v kantonu Graubünden. Úředním jazykem je zde italština, kterou hovoří velká většina obyvatel. Používán je alpský lombardský dialekt, tzv. Pus'ciavin. V roce 1900 jím mluvilo 96,45 % obyvatel. Méně než desetina obyvatel používá primárně také němčinu, především díky turistickému ruchu. Ke konci 20. století se podíl italsky mluvících obyvatel pohyboval okolo 90 %, jak ukazuje následující tabulka:
| Jazyky v Poschiavu |                   |                   |                   |                   |                   |                   |
| Jazyk              | Sčítání lidu 1980 | Sčítání lidu 1980 | Sčítání lidu 1990 | Sčítání lidu 1990 | Sčítání lidu 2000 | Sčítání lidu 2000 |
| Jazyk              | Počet             | Podíl             | Počet             | Podíl             | Počet             | Podíl             |
| Italština          | 3 028             | 91,92 %           | 2 858             | 89,93 %           | 2 917             | 90,45 %           |
| Němčina            | 208               | 6,31 %            | 255               | 8,02 %            | 255               | 7,91 %            |
| Rétorománština     | 24                | 0,73 %            | 22                | 0,69 %            | 14                | 0,43 %            |
| Počet obyvatel     | 3 294             | 100 %             | 3 178             | 100 %             | 3 225             | 100 %             |

### Národnostní složení
Z 3 487 obyvatel na konci roku 2005 bylo 3 246 (93,09 %) švýcarských státních příslušníků.

## Osobnosti
- Wolfgang Hildesheimer (1916–1991), německo-židovský spisovatel a dramatik, od roku 1957 žil a zemřel v Poschiavu; je pohřben na místním hřbitově[6]
- Matteo Badilatti (* 1992), švýcarský cyklista, pochází z Poschiava

## Galerie

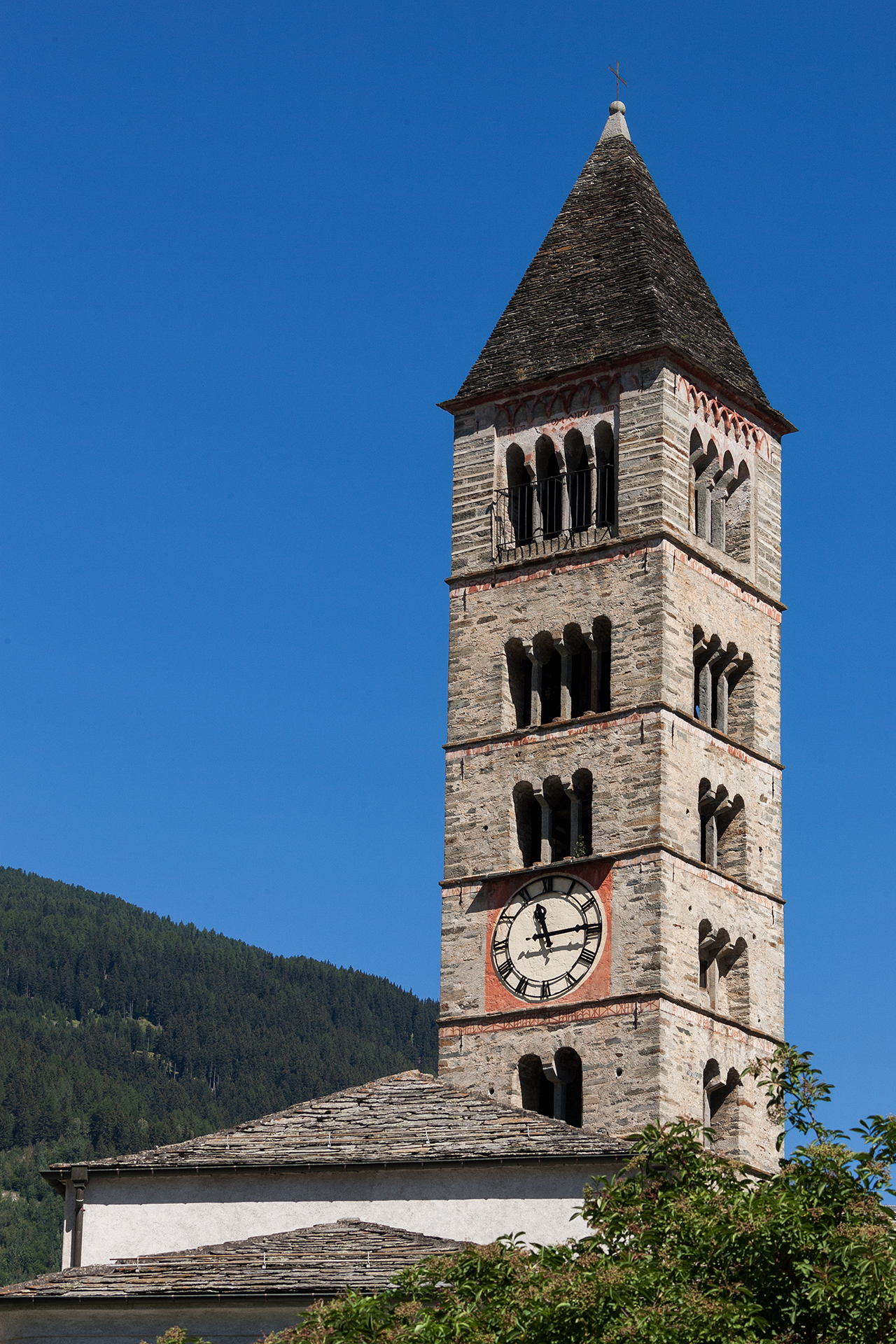
Kostel Sv. Viktora
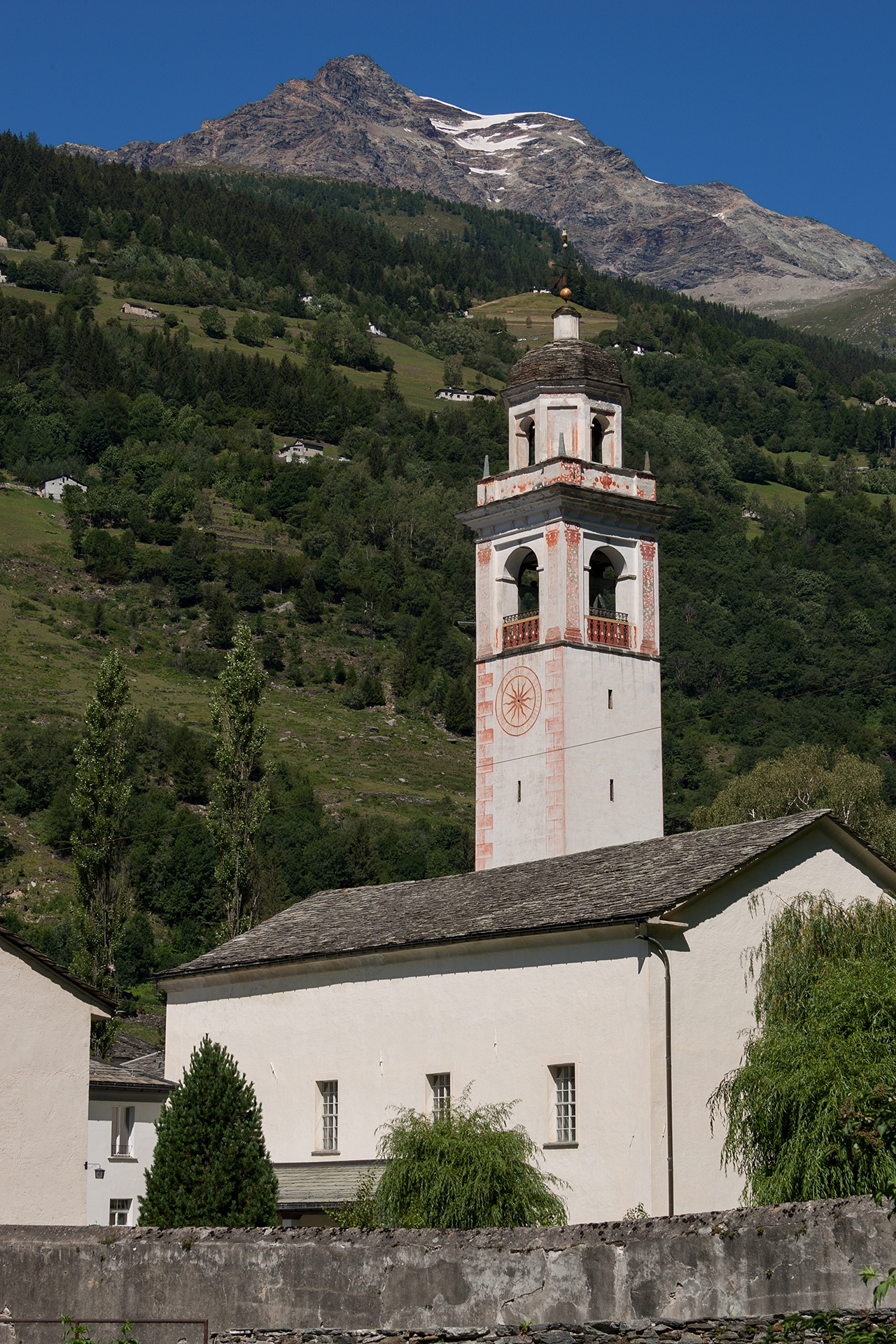
Evangelický kostel
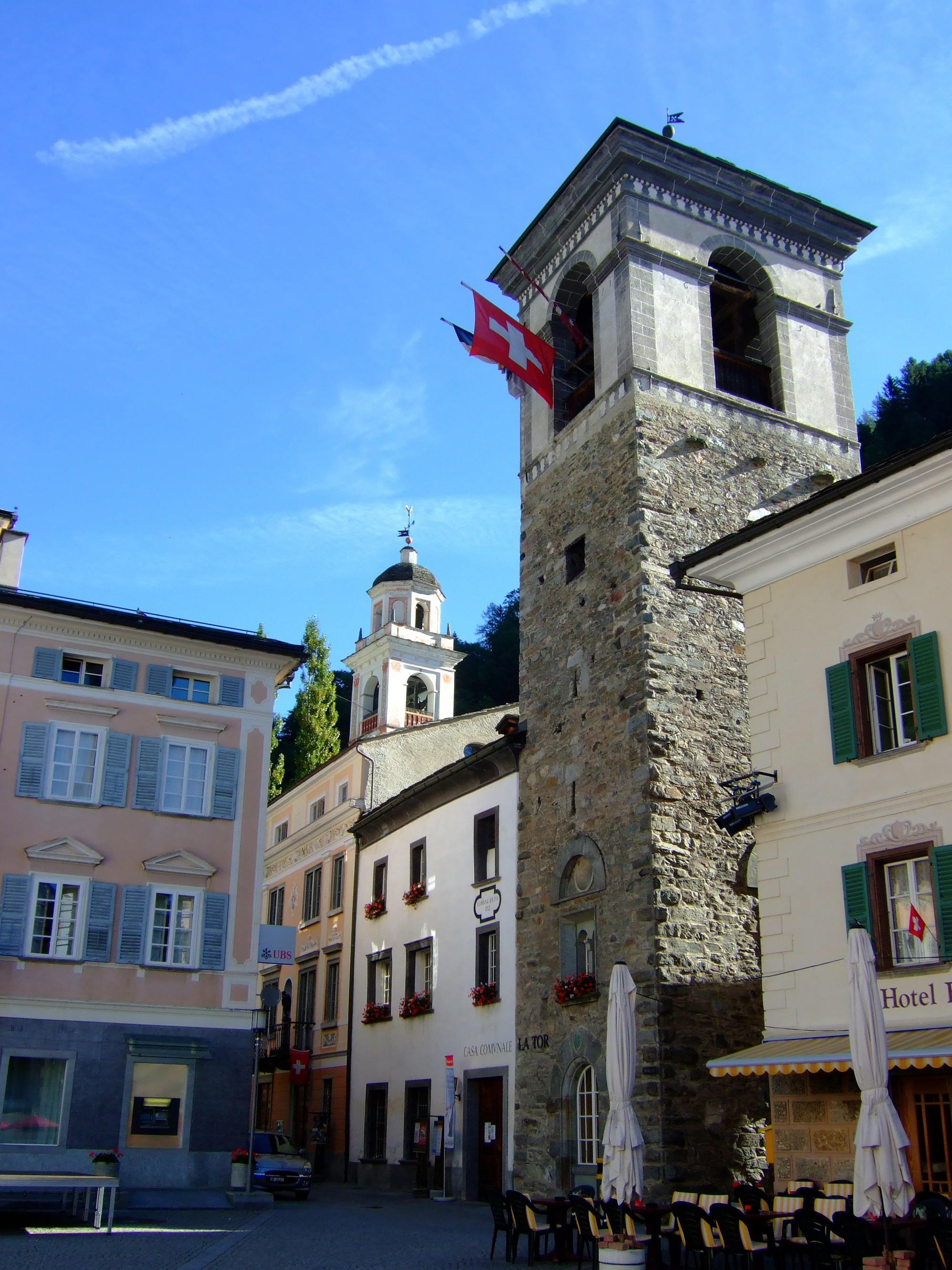
Die Torre Comunale
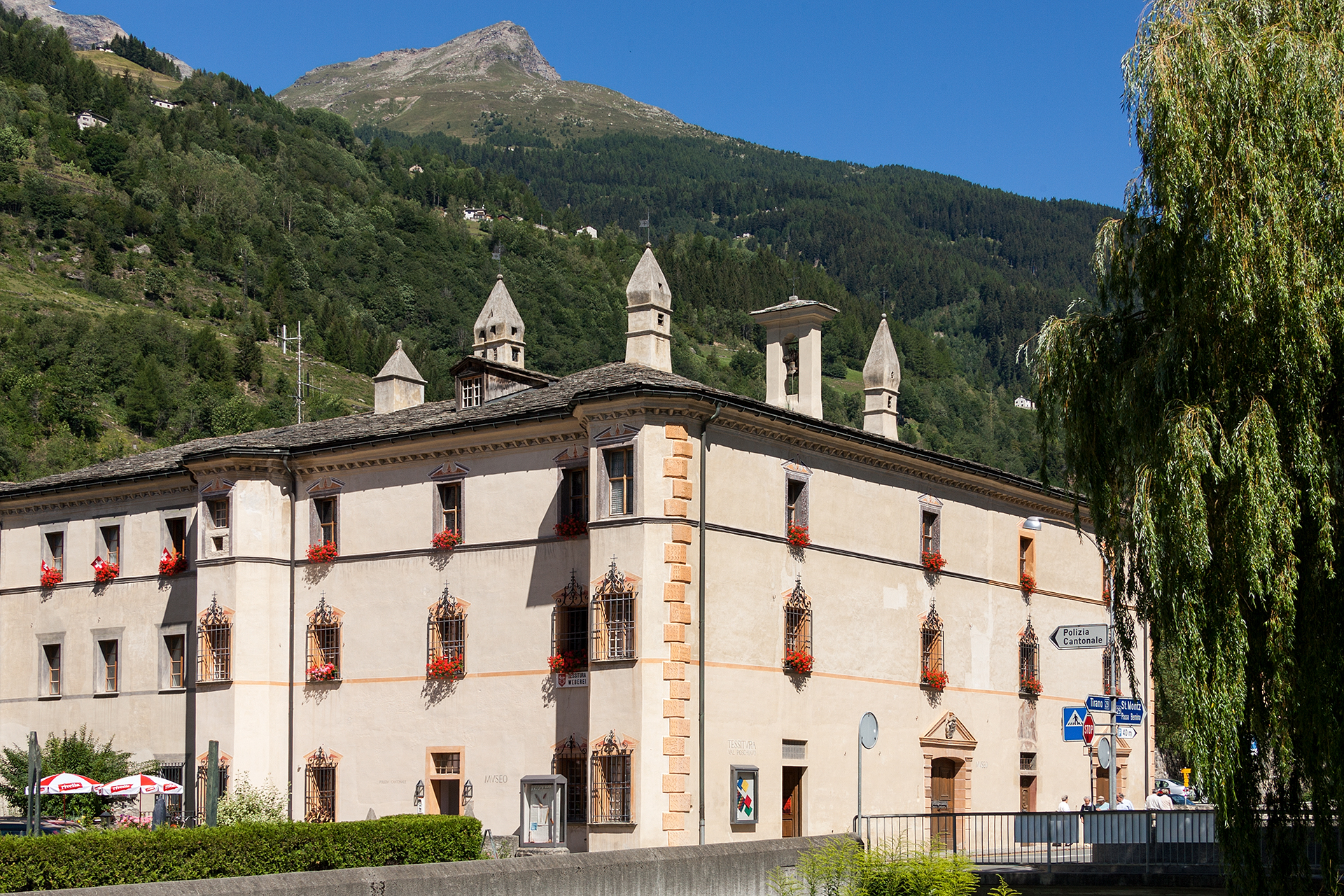
Palazzo de Bassus-Mengotti, dnes muzeum
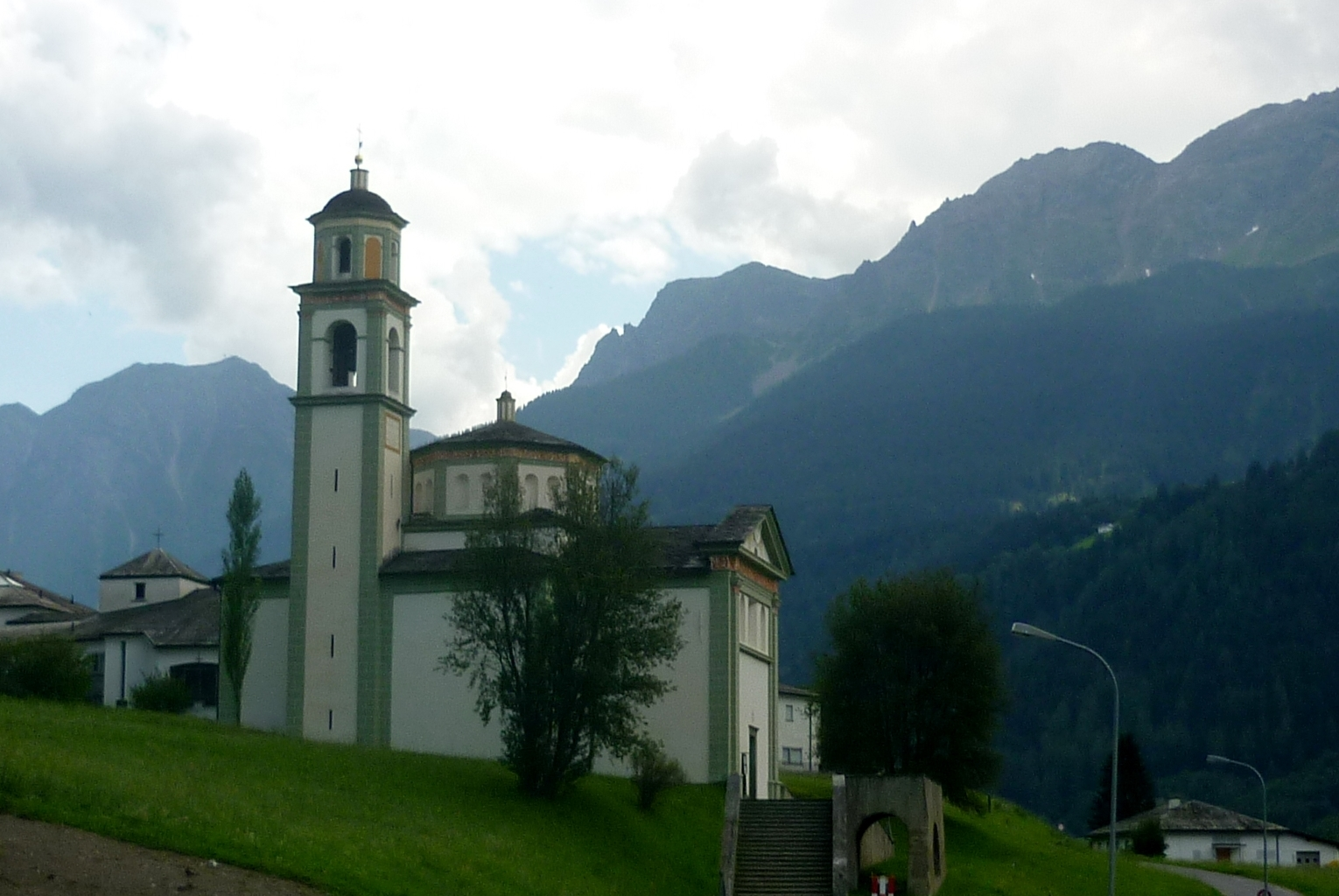
Kostel sv. Marie
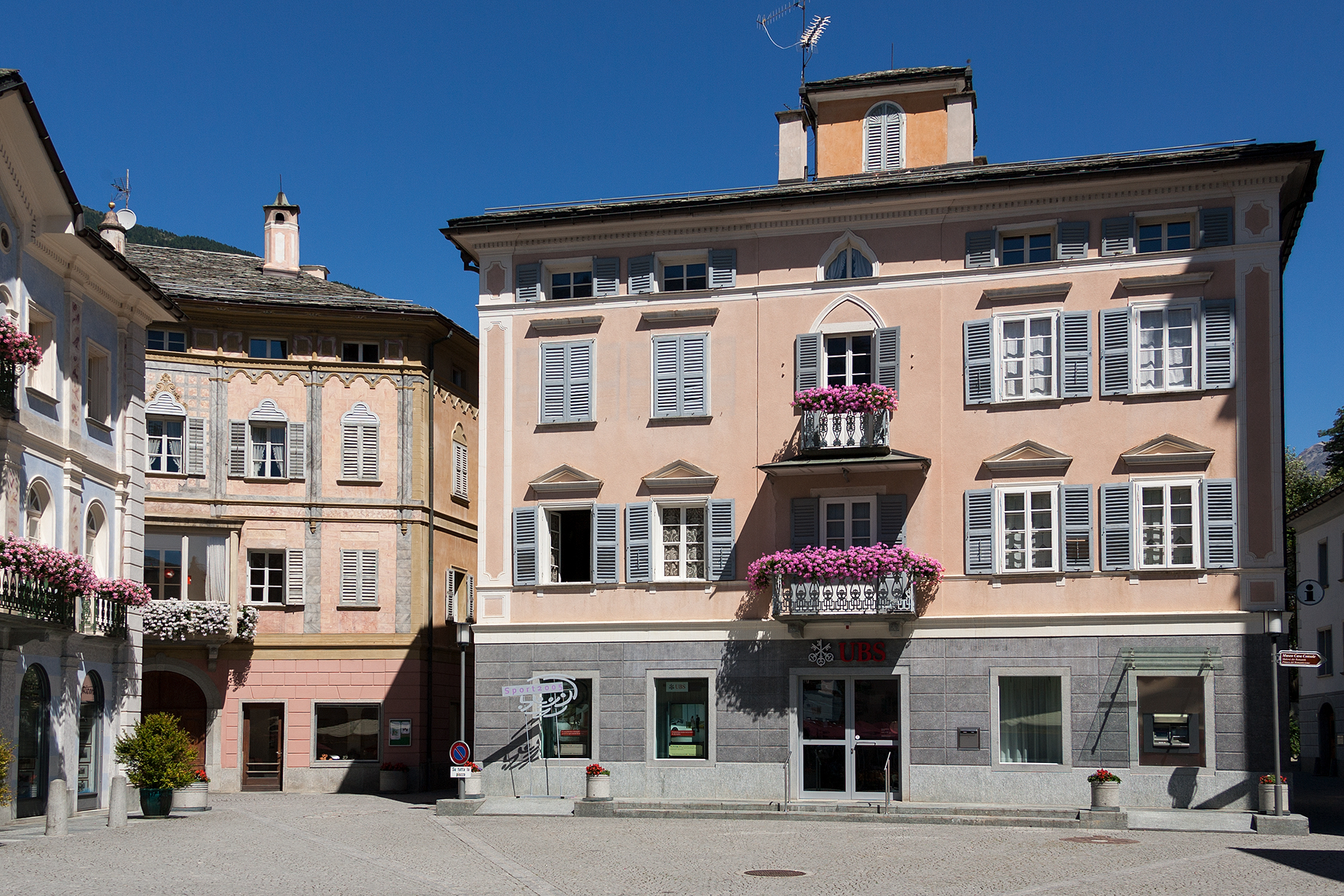
Náměstí
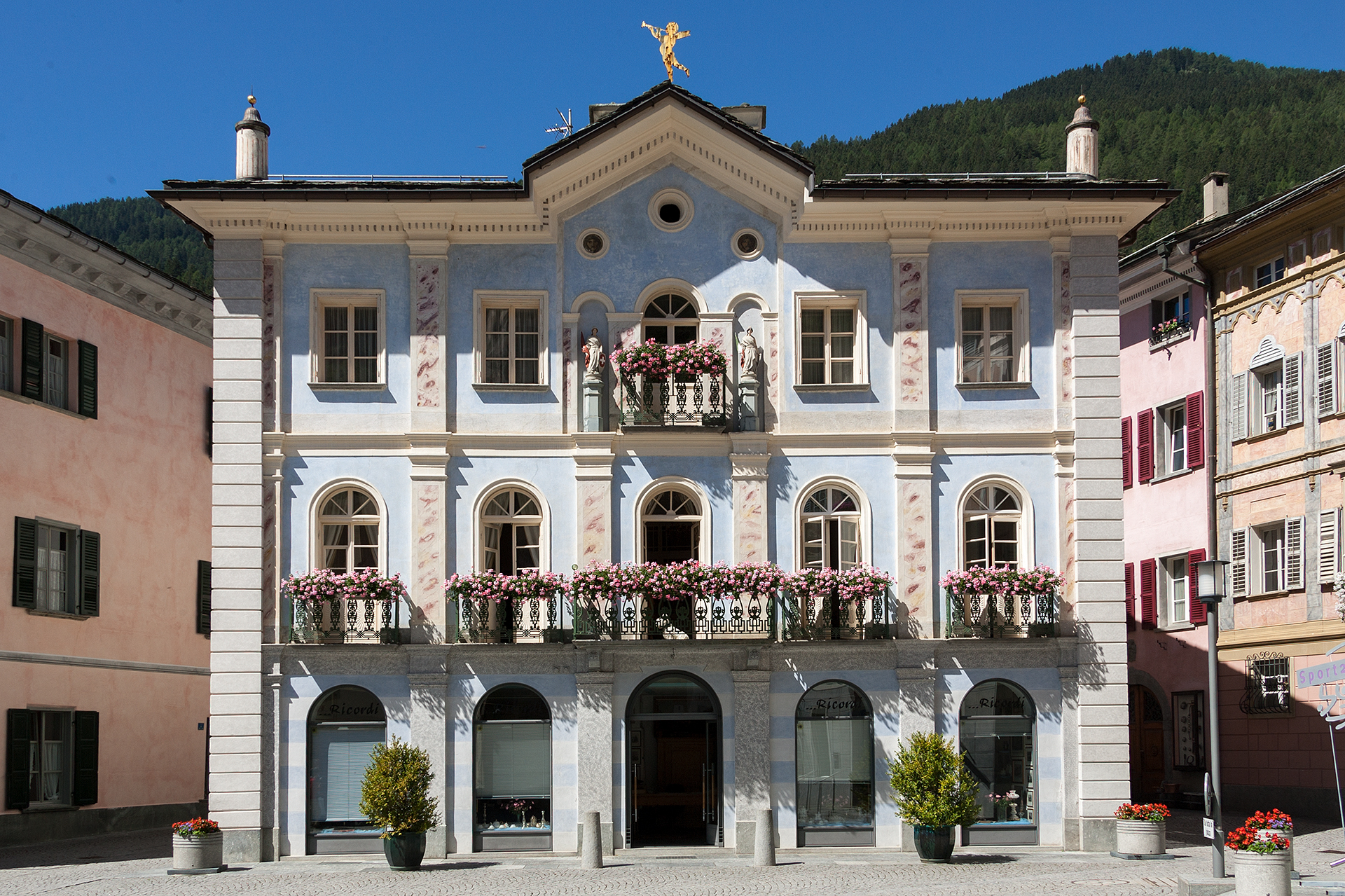
Náměstí
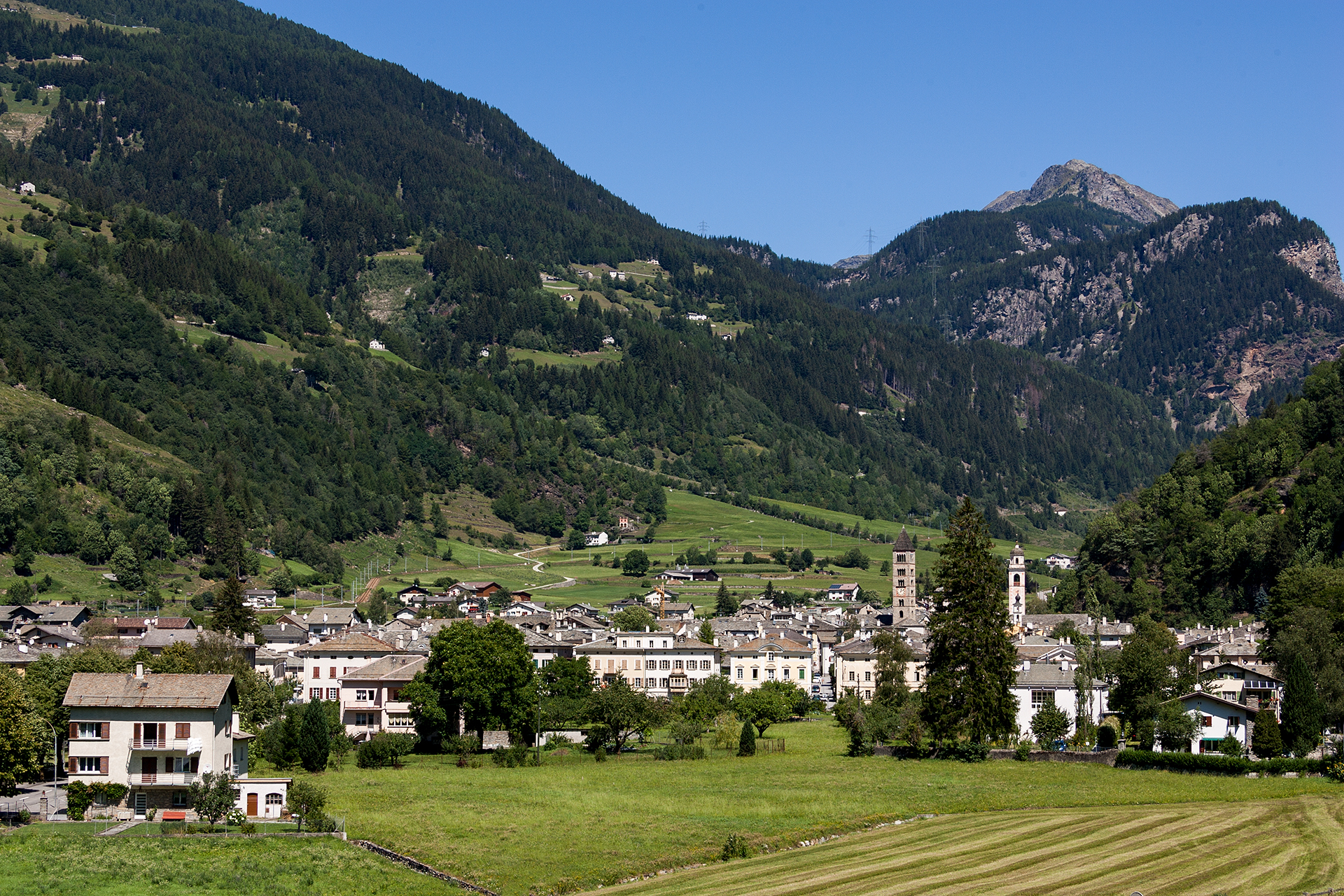
Via Palazzi